# Microsoft SwiftKey
SwiftKey est un clavier virtuel disponible sur Android, iOS et Windows. SwiftKey utilise des technologies d'intelligence artificielle pour prédire le mot suivant que l'utilisateur a l'intention de taper. SwiftKey apprend des messages précédents que vous avez saisis dans Gmail, Facebook, etc.

## Historique
La société à l'origine de SwiftKey a été fondée en 2008 par Jon Reynolds, Dr. Ben Medlock et Chris Hill-Scott. Elle comporte plus de 100 salariés. Le siège social est situé dans les bureaux de Microsoft à Paddington, à Londres, et les autres bureaux se situent à San Francisco (États-Unis), et à Séoul (Corée du Sud).
En septembre 2013, SwiftKey a annoncé une offre de capitale-risque de série B d'un total de 17,6 millions de dollars, dirigé par Index Ventures avec Octopus Investments et Accel Partners.
En février 2016, SwiftKey est racheté par Microsoft pour 250 millions de dollars.
Microsoft a déployé SwiftKey sur Windows 10 avec la mise à jour 1809.

## Avantages de SwiftKey
- La fonctionnalité la plus singulière consiste à pouvoir écrire les mots en passant d'une lettre aux lettres suivantes sans lever le doigt du clavier. Pour produire le mot "Bonjour", l'utilisateur pose son doigt sur la touche B, puis laisse son doigt appuyé tout en le déplaçant sur les touches O, N, J, O, U, et R, avant de lever le doigt.
- Il y a un mode multilingue intégré à SwiftKey. Il n'est plus nécessaire de changer de dispositions.
- Il suggère des mots pour taper plus rapidement. Si par exemple vous tapez « energumene », avec une pression il est possible de le changer en « énergumène ».
- Il possède des phrases préfabriquées. Par exemple si l'utilisateur tape « je ne », SwiftKey suggèrera automatiquement le mot « suis », « sais » et « peux », ce qui rend la saisie plus rapide.

## Langues supportées
SwiftKey est disponible dans plus de trois cents langues sur Android et plus de cent sur iOS.
Sur Android, maximum cinq langues sont utilisables simultanément, et pour iOS deux seulement.

### Français
La langue française est supportée sur tous les supports.